# Revueltosaurus
Revueltosaurus (nghĩa là "thằn lằn Revuelto") là một chi pseudosuchia thuộc nhánh suchia sống vào thời kỳ Trias muộn, hóa thạch của chúng được tìm thấy tại New Mexico, Arizona và Bắc Carolina, Hoa Kỳ. Hiện nay, ba loài được xếp vào chi này, tất cả ban đầu được cho là đại diện cho một chi khủng long ornithischia cơ bản.